# Phạm Băng Băng
Phạm Băng Băng (tiếng Trung: 范冰冰, tiếng Anh: Fan Bingbing; sinh ngày 16 tháng 9 năm 1981) là một nữ diễn viên người Trung Quốc. Là chủ nhân của một số giải thưởng lớn, cô là một trong những Đại hoa đán thuộc "Song Băng" ngang hàng Tứ đại hoa đán Đại lục cùng với Thư Kỳ và Thang Duy, và đồng thời được xem là biểu tượng sắc đẹp và thời trang tại Trung Quốc và châu Á.
Từ năm 2013 đến năm 2017, cô được vinh danh là ngôi sao được trả lương cao nhất trong danh sách 100 ngôi sao nổi tiếng Trung Quốc của Forbes sau khi lọt vào top 10 hàng năm kể từ năm 2006. Bên cạnh đó, cô được lọt vào danh sách 100 nhân vật có tầm ảnh hưởng nhất thế giới do tạp chí Time của Mỹ bầu chọn vào năm 2017. Năm 2023, cô đảm nhận vai trò ban giám khảo trao giải chính của liên hoan phim quốc tế San Sebastián lần thứ 71, và đến năm 2025, cô được chọn là một trong những thành viên giám khảo chính tại liên hoan phim quốc tế Berlin lần thứ 75.

## Tiểu sử
Phạm Băng Băng sinh ra và lớn lên ở thành phố Yên Đài, thuộc tỉnh Sơn Đông, Trung Quốc. Cha cô, Phạm Đào, là một ca sỹ nhạc pop của Đoàn nghệ thuật Không quân Hải quân.; còn mẹ cô là Trương Truyền Mỹ, là một diễn viên khiêu vũ. Cả cha mẹ cô đều là đảng viên và là cán bộ trong phòng văn hóa của chính quyền cảng địa phương. Cô còn có một người em trai kém gần 20 tuổi tên là Phạm Thừa Thừa, là thành viên nhóm nhạc Nine Percent và NEXT. Phạm Băng Băng chịu ảnh hưởng từ cha mẹ từ khi còn nhỏ và do đó có hứng thú lớn với âm nhạc. Cô đã học chơi piano, sáo và các nhạc cụ khác.
Năm 1995, khi đang học năm thứ hai ở trường phổ thông, Phạm Băng Băng gặp phải một tai nạn ô tô và phải nằm viện ba tháng. Trong thời gian ở bệnh viện, cô đã xem bộ phim Nhất đại nữ hoàng, nơi Phan Nghinh Tử đóng trong vai hoàng đế Võ Tắc Thiên. Bộ phim này đã nuôi dưỡng ước mơ trở thành diễn viên của Phạm Băng Băng. Sự cố tai nạn cùng với việc không mặn mà học lại năm thứ hai ở trường phổ thông khiến Phạm Băng Băng quyết định không tiếp tục con đường học vấn và chuyển sang phát triển sự nghiệp diễn xuất. 

## Sự nghiệp

### 1996-2006: Phạm Băng Băng và sự đột phá

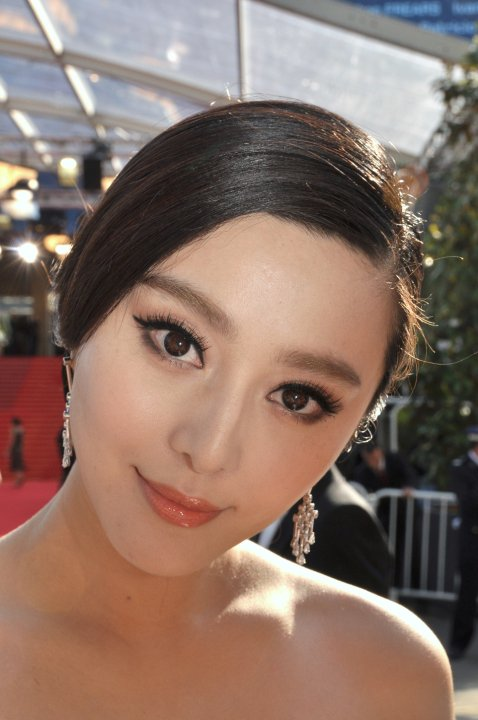
Phạm Băng Băng năm 2010

Năm 15 tuổi, Phạm Băng Băng được nhận vào học trường minh tinh Hằng Thông Thượng Hải của đạo diễn lão thành Tạ Tấn. Thời gian này, cô cùng nữ diễn viên Lưu Tuyết Hoa đóng chung trong phim truyền hình "Nữ Cường Nhân". Lưu Tuyết Hoa đã tiến cử cô với nhà sản xuất Quỳnh Dao, tham gia vào series truyền hình ăn khách "Hoàn Châu Cách Cách".
Sau đó cô ký một hợp đồng thời hạn 8 năm với công ty của Quỳnh Dao. Tuy nhiên công ty này chưa thành lập bất kỳ chi nhánh nào ở Trung Quốc, các hãng quảng cáo truyền hình phải thực hiện nhiều cuộc gọi đến Đài Loan để đàm phán, khiến lãng phí nhiều thời gian và công sức. Khi Phạm Băng Băng và mẹ cô muốn kết thúc hợp đồng, công ty này đã yêu cầu bồi thường 1 triệu nhân dân tệ, nhưng cuối cùng tòa án phán quyết cô chỉ phải trả 200.000 tệ vì hợp đồng bất hợp pháp do độ tuổi của cô.
Năm 2000, cô gia nhập công ty quản lý nghệ sĩ của Vương Trung Quân. Khi Vương trở thành tổng giám đốc của Hoa Nghị Huynh Đệ vào cuối năm này, cô theo đó ký một hợp đồng 6 năm với Hoa Nghị. Trong thời gian trên cô tham gia nhiều bộ phim truyền hình và trở thành gương mặt quen thuộc với khán giả.
Năm 2003, vai diễn trong phim điện ảnh Cell Phone của đạo diễn Phùng Tiểu Cương đem về cho cô giải Nữ diễn viên xuất sắc nhất ở giải Bách Hoa lần thứ 27. Cô bắt đầu tham gia vào nhiều phim điện ảnh. Năm 2005, cô phát hành album " Vừa mới bắt đầu ".
Cô kết thúc hợp đồng với hãng Hoa Nghị vào tháng 2 năm 2007. Nói về quãng thời gian này cô phát biểu: "Hoa Nghị đã cho tôi rất nhiều cơ hội. Họ có một đội ngũ hợp tác rất tốt. Tôi cũng đã cố gắng hết mình. Sáu năm qua thực sự là một quãng thời gian không ngừng nghỉ. Mọi người gọi tôi là "astro boy". Tôi đã làm hầu hết mọi việc và tôi là người có thể chịu đựng gian khổ nhất. Tôi bây giờ 25 tuổi, từ 25 đến 30 tuổi, tôi nghĩ rằng bất kỳ điều gì cuộc đời sẽ trải qua hay sự nghiệp sẽ phải đương đầu, giai đoạn này là thời cơ rất quan trọng, hay một ngã rẽ với tôi, và tôi không muốn quá vội vàng thực hiện bất kỳ quyết định nào."

### 2007-2017: Trở thành nữ hoàng showbiz Trung Quốc
Sau khi rời Hoa Nghị Huynh Đệ, Phạm Băng Băng sau đó tự mở studio riêng của mình "Phạm Băng Băng công tác thất". Chỉ trong năm 2007, Băng Băng đã tham gia tới 8 bộ phim và thắng giải Nữ diễn phụ xuất sắc nhất ở Kim Mã lần thứ 44 cho vai diễn trong phim Trong lòng có quỷ (The Matrimony). Trong năm, studio của cô đã thực hiển bộ phim truyền hình đầu tiên Yên Chi Tuyết, chuyển thể cùng cuốn tiểu thuyết cùng tên, trong đó khắc hoạ cô gái nghèo được gả bán cho một gia tộc có thế lực, và đã đấu tranh chống lại số phận. Năm 2009, cô sản xuất tiếp bộ phim Kim Đại Ban được chuyển thể từ tiểu thuyết của nhà văn Bạch Tiên Dũng, kể về cuộc đời truyền kỳ của một vũ nữ xinh đẹp. Cùng năm, Fan đóng vai chính trong bộ phim truyền hình tội phạm Shinjuku Incident và được các nhà phê bình khen ngợi về diễn xuất của cô. Fan góp mặt trong bộ phim hành động lịch sử Bodyguards and Assassins, bộ phim mang về cho cô đề cử Nữ diễn viên phụ xuất sắc nhất tại Giải thưởng Điện ảnh Hồng Kông. Cô cũng nhận giải Nữ diễn viên xuất sắc nhất ở LHP Á Âu với vai diễn trong phim Lost in Beijing. Bộ phim này từng được đề cử ở LHP Berlin nhưng bị cấm chiếu ở Trung Quốc sau đó vì những phân cảnh nhạy cảm.
Năm 2010, Băng Băng đóng vai chính trong "Triệu Thị Cô Nhi", Băng chia sẻ rằng cô ấy nhận vai diễn này vì cảm động trước lòng dũng cảm tuyệt vời của công chúa Trăng Cơ và tình mẫu tử mãnh liệt. Vào ngày 24 tháng 10, "Quan Âm Sơn" với sự xuất hiện của cô đã công chiếu lần đầu tại LHP Quốc Tế lần thứ 23 và giúp cô mang về giải Nữ diễn viên chính xuất sắc nhất. Bộ phim này cũng giúp cô nhận một giải thưởng cùng hạng ở LHP Sinh viên Bắc Kinh. Vào tháng 4 năm 2010, Băng Băng được tạp chí Beijing News xếp hạng nhất trong danh sách "50 người đẹp nhất Trung Quốc". Cô là ngôi sao dưới 30 tuổi có thu nhập cao nhất năm 2010 tại Trung Quốc.
Năm 2011, cô đóng vai chính trong bộ phim võ thuật Thiếu Lâm Tự cùng với Lưu Đức Hoa và Thành Long, sau đó tham gia phim "Kiến Đảng Vĩ Nghiệp", được phát hành để đánh dấu kỷ niệm 90 năm thành lập Đảng Cộng sản Trung Quốc. Vào tháng 5, cô xuất hiện tại Liên hoan phim Cannes lần thứ 64 để quảng bá My Way cùng với đạo diễn Kang Je-gyu và các diễn viên Jang Dong-gun và Joe Odagiri. Vào tháng 10 cùng năm, cô được mời trở thành thành viên Ban giám khảo cuộc thi quốc tế của Liên hoan phim quốc tế Tokyo lần thứ 24.
Trong nửa đầu năm 2012, Phạm Băng Băng tham dự nhiều buổi diễn thời trang tại Paris. Vào ngày 16 tháng 5, cô tham dự lễ khai mạc Liên hoan phim Cannes lần thứ 65 với tư cách là người phát ngôn toàn cầu khu vực Đông Á duy nhất thay mặt cho L'Oréal Paris. Trong bộ phim "Nhị Thứ Bộc Quang" đánh dấu lần hợp tác thứ ba của cô với nữ đạo diễn Lý Ngọc được phát hành vào ngày 29 tháng 9, cô đóng vai một cô gái phải chịu những chấn thương thời thơ ấu và mắc chứng ảo giác sau khi chứng kiến người cha giết mẹ mình. Hầu hết các nhà phê bình phim đều khen ngợi diễn xuất của Phạm Băng Băng, và cô đã giành được Giải thưởng Huading cho Nữ diễn viên chính xuất sắc nhất. Bộ phim này phá vỡ kỷ lục phòng vé cho một phim nghệ thuật trong nước với doanh thu trên 100 triệu nhân dân tệ. Ngày 12 tháng 12 cùng năm, Băng Băng tham gia bộ phim "Lạc Lối Ở Thái Lan" với vai diễn khách mời không trả tiền để giúp đỡ người bạn của mình. Phim đã phá kỷ lục phòng vé của phim cổ trang Trung Quốc để trở thành một trong những phim Trung Quốc có doanh thu cao nhất mọi thời đại. Forbes xếp hạng Băng Băng thứ ba trong Danh sách 100 người nổi tiếng của Forbes Trung Quốc năm 2012 dựa trên thành công của cô ấy trong năm đó.

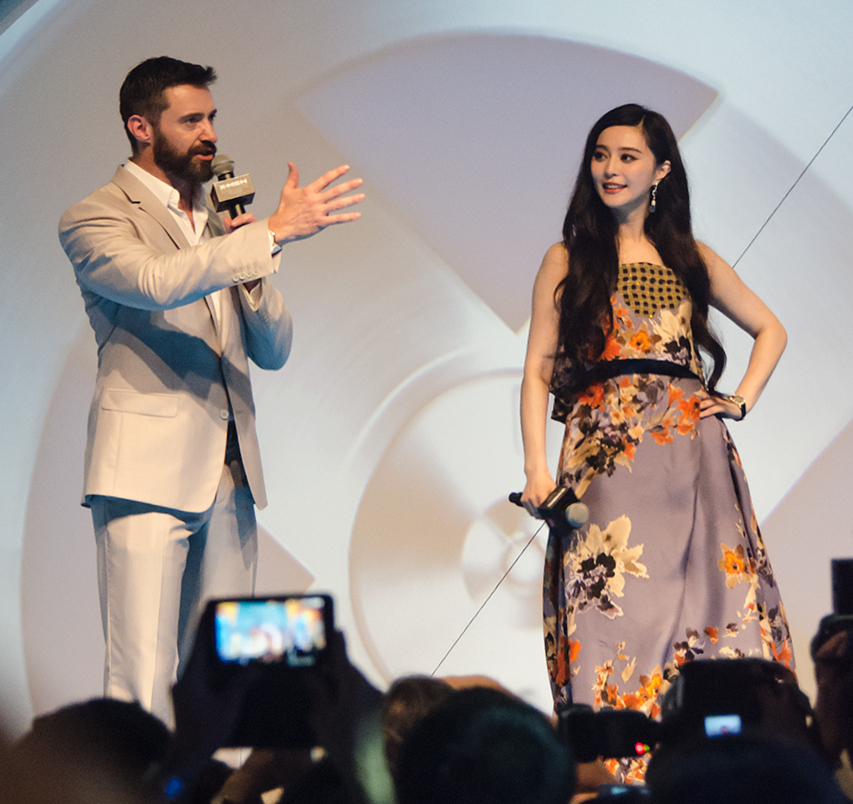
Phạm Băng Băng và Hugh Jackman tại buổi ra mắt phim X-Men: Ngày cũ của tương lai năm 2014

Trong năm 2013, Băng Băng xuất hiện với vai trợ lý của bác sĩ Wu trong Iron Man 3 phiên bản Trung Quốc, được phát hành vào ngày 1 tháng 5. Cùng năm, cô đóng vai chính cùng với Aarif Rahman trong bộ phim hài lãng mạn "Nhất Dạ Kinh Hỉ", được phát sóng vào Ngày lễ tình nhân của Trung Quốc. Bộ phim kinh phí thấp đã trở thành một thành công về mặt thương mại và nhận được nhiều đánh giá tích cực. Ngày 23 tháng 4, cô đứng đầu danh sách 100 nhân vật nổi tiếng Trung Quốc của Forbes. Ngày 18 tháng 5, cô được tờ Hollywood Reporter vinh danh là Nghệ sĩ quốc tế của năm. Vào ngày 09 tháng 12 cùng năm, gã khổng lồ Alibaba Group's kinh doanh B2C Taobao thông báo rằng Băng Băng đứng đầu danh sách những người nổi tiếng có giá trị để thúc đẩy kinh doanh trực tuyến và khẳng định sức ảnh hưởng của phạm Băng Băng xấp xỉ 74 triệu đô la Mỹ tiền bán hàng trên trang web thương mại điện tử của nó. Vào ngày 22 tháng 12, Băng đã nhận được Giải thưởng Nữ diễn viên chính xuất sắc nhất và Giải Hình ảnh nóng bỏng nhất tại Lễ trao giải Baidu Hot.

### Thời trang

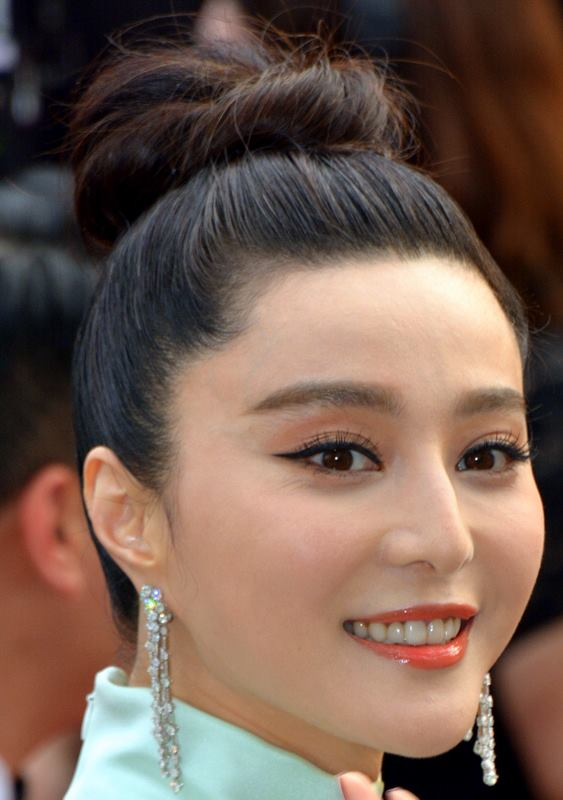
Phạm Băng Băng ở Cannes năm 2017

Ngày 13 Tháng Năm, 2010, Phạm Băng Băng mặc một lễ phục thêu hình rồng xuất hiện trên thảm đỏ của LHP phim Cannes lần thứ 63 đi cùng đoàn làm phim Nhật Chiếu Trùng Khánh của đạo diễn Vương Tiểu Soái. Chiếc đầm được thiết kế bởi chính cô và nhà thiết kế Trung Quốc Laurence Hsu. Sau đó nó được bảo tàng Victoria & Albert ở London đưa vào bộ sưu tập. Nhà thiết kế Laurence Hsu đã giới thiệu chiếc đầm được trưng bày ở bảo tàng là một phiên bản nâng cấp của bản gốc đã được mua lại bởi bảo tàng Madame Tussauds.
Ngày 11 tháng 5 năm 2011, cô mặc một chiếc váy màu đỏ xuất hiện trên thảm đỏ của Lễ khai mạc Liên hoan phim Cannes lần thứ 64. Chiếc váy được bán đấu giá bởi chính Phạm thu được khoảng một triệu nhân dân tệ cho dự án từ thiện của cô, Trái tim Ali, vào ngày 27 tháng 4 năm 2012.
Trên thảm đỏ lễ khai mạc Liên hoan phim Cannes lần thứ 65, là người phát ngôn châu Á cho nhãn hiệu mỹ phẩm L'Oreal, Phạm mặc một chiếc đầm màu sáng do Bốc Kha Văn (Christopher Bu) thiết kế, được trang trí họa tiết hoa rực rỡ và những câu chuyện về Tứ đại mỹ nhân Trung Quốc cổ đại. Lối phục sức cổ điển gợi ý hình ảnh một cô gái trẻ đến từ triều đại nhà Đường.

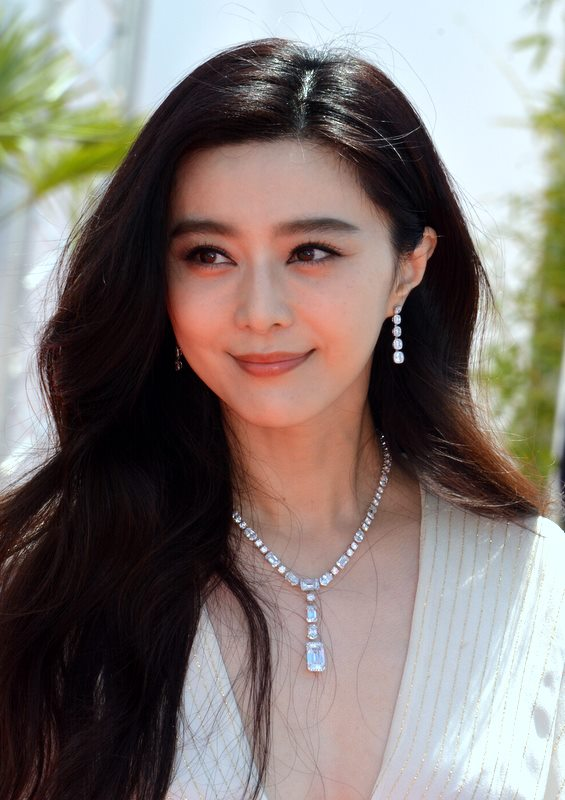
Phạm Băng Băng tại Liên hoan phim Cannes năm 2017

Do ba lần xuất hiện trên thảm đỏ LHP Cannes, cô đã thu hút đáng kể sự chú ý của giới truyền thông và nhận được nhiều bình luận tích cực về gu thời trang của mình. Trong những năm gần đây, cô nhận được rất nhiều lời mời từ nhiều nhãn hiệu thời trang như Valentino Garavani, Giorgio Armani, Salvatore Ferragamo Italia SpA, Atelier Versace, Louis Vuitton, có mặt tại các show thời trang ở Paris, Bắc Kinh và Thượng Hải. Vào ngày 03 tháng 7 năm 2012, Phạm Băng Băng đóng vai trò người mẫu khép lại show diễn của nhà thiết kế Stéphane Rolland trong khuôn khổ Tuần lễ thời trang cao cấp ở Paris. Cô là ngôi sao Trung Quốc đại lục đầu tiên đảm nhận vai trò này ở Tuần lễ thời trang cao cấp Paris. Ngày 31 tháng 7 năm 2012, cô đã được xếp ở vị trí thứ 9 trong danh sách mặc đẹp nhất năm 2012 của tạp chí Vanity Fair. Ngày 19 tháng 9 năm 2012, Phạm Băng Băng được vinh danh ở giải thưởng Phong cách cá nhân bởi Elle USA. Cô cũng từng được trang web redcarpet-fashionawards chọn là Ngôi sao quốc tế mặc đẹp nhất. Hiện nay cô đang làm đại sứ nhãn hiệu cho De Beers, Montblanc, Louis Vuitton và nhiều thương hiệu khác.
Điểm thú vị ở thời trang của Phạm Băng Băng là cô không đi theo một phong cách nào nhất định mà biến hóa theo từng hoàn cảnh và phụ thuộc vào tâm trạng, thông điệp truyền gửi. Theo Brian Buchwald – CEO của website Bomoda chuyên nghiên cứu tầng lớp khách hàng thượng lưu Trung Quốc, sự táo bạo của Phạm Băng Băng là điểm thu hút những nhà thiết kế hàng đầu, đặc biệt những người đang tìm kiếm một cơ hội đặt chân vào thị trường lớn nhất ở châu Á. "Phạm Băng Băng có được tính hai mặt thú vị: đại diện cho những sản phẩm mà người tiêu dùng Trung Quốc sẽ muốn mua bởi vì cô ấy đã diện chúng, và cũng đại diện cho cá tính và khả năng nổi bật của một cô gái".
Năm 2020, cô tái xuất trên thảm đỏ và các sự kiện, show thời trang, cô được tạp chí VOGUE bình chọn là trang phục sao mặc đẹp nhất tuần khi xuất hiện tại sự kiện của tạp chí WONDERLAND. Ngày 31 tháng 12 năm 2020, cô đứng 2 trong  danh sách trang phục mặc đẹp nhất năm do độc giả trang RCFA bình chọn.
Trong năm 2020, Phạm Băng Băng lên 22 tạp chí, 34 trang bìa, trong đó có 9 tạp chí chính thống của Trung Quốc phía bên nữ như Vogue, Elle, Bazaar, Marie Claire, Cosmo, Madame Figaro, L'Officiel, T và Numero, Phạm Băng Băng đã hoàn thành đầy đủ Cửu Đại Tạp Chí Nữ Chính Thống với tổng cộng 60 trang bìa bao gồm cả bìa tạp chí ở nước ngoài.
Ngày 12 tháng 1 năm 2021, Phạm Băng Băng được trang RCFA bình chọn là  Người mặc trang phục đẹp nhất tuần của hãng thời trang cao cấp Georges Hobeika trong sự kiện STYLE GALA của tạp chí LIFE STYLE.
Cô là một trong những nghệ sỹ đầu tiên trên thế giới khoác lên người bộ trang phục Haute Couture trong bộ sưu tập Spring Haute Couture Collection 2021 của Iris Van Herpen đích thân gửi đến. Ngày 25/01/2021 trang web chính thức của tạp chí Vogue phiên bản Mỹ đã đăng tải một bài viết đánh giá "Người nổi tiếng có gu ăn mặc thời trang ảnh hưởng nhất tuần".
Ngày 23 tháng 4 năm 2021, cô đứng thứ 19 trong "  24 khoảnh khắc trang sức Oscar đẹp nhất và táo bạo nhất mọi thời đại" do Vogue bình chọn.
Ngày 5 tháng 6 năm 2021, Phạm Băng Băng được trang Vogue và trang RCFA bình chọn làm một trong những ngôi sao mặc đẹp nhất tuần trên thế giới khi tham dự sự kiện Wonderland với trang phục của Oscar de la Renta.
Năm 2023, Phạm Băng Băng trình diễn tại tuần lễ thời trang cao cấp Paris, vị trí vedette ở show Georges Hobeika Haute Couture, show thứ 2 với vị trí vedette ở Mugler. Trong cùng năm, Băng được vô số trang báo, tạp chí lớn trên thế giới bình chọn cho những khoảnh khắc thảm đỏ đẹp nhất thế giới năm 2023.

## Đời tư cá nhân

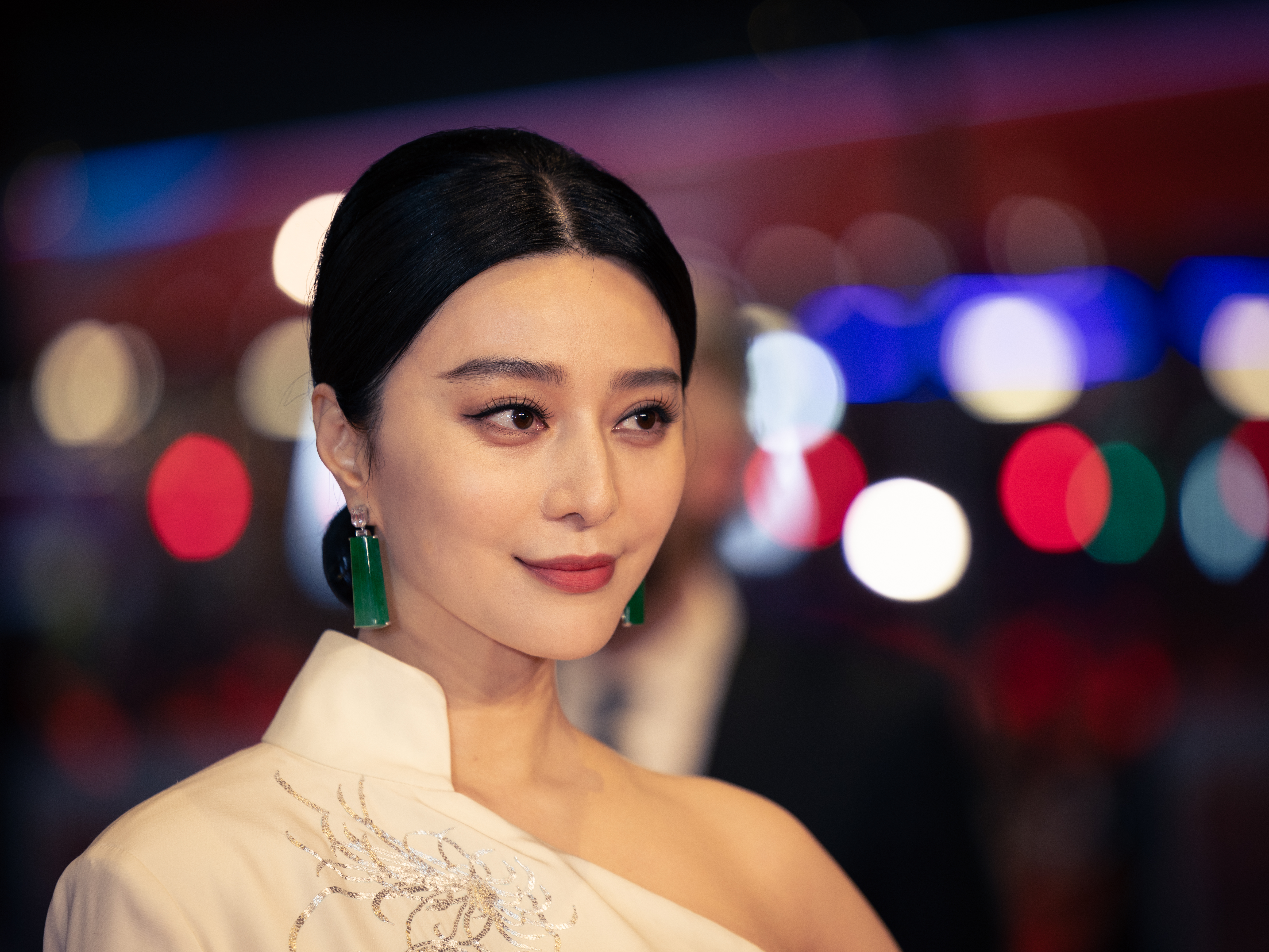
Phạm Băng Băng ở Liên hoan phim quốc tế Berlin thứ 75

Phạm Băng Băng là một đảng viên của Đảng Cộng sản Trung Quốc.
Năm 2024, Phạm Băng Băng chuyển đến Hồng Kông sau khi được cho là đã có được quyền cư trú thông qua chương trình đầu tư định cư.

### Trốn thuế
Sáng ngày 3 tháng 10 năm 2018, Tân Hoa Xã đưa tin của Tổng cục thuế Trung Quốc và Cục thuế Giang Tô đã đưa ra kết luận về những cáo buộc liên quan đến vụ việc Phạm Băng Băng trốn thuế.
Vào ngày 28 tháng 5 năm 2018, người dẫn chương trình truyền hình Cui Yongyuan đã sử dụng mạng xã hội để rò rỉ một hợp đồng đã được biên soạn lại tiết lộ rằng Băng Băng được trả 10 triệu nhân dân tệ cho bốn ngày làm việc của cô ấy trong bộ phim Cell Phone 2 sắp tới của Phùng Tiểu Cương. Ngày hôm sau, Cui công bố bản hợp đồng được biên tập lại thứ hai cho thấy số tiền 50 triệu nhân dân tệ cho cùng một công việc, cho thấy rằng hợp đồng nhỏ hơn nhằm mục đích báo cáo với cơ quan thuế để tránh bị đánh thuế vì cô được trả toàn bộ 60 triệu RMB.
Việc tiết lộ này đã khiến cơ quan thuế tỉnh Giang Tô và thành phố Vô Tích vào cuộc điều tra một vụ nghi trốn thuế. Studio của Băng Băng đã đưa ra một tuyên bố phủ nhận rằng cô ấy đã từng ký hợp đồng riêng cho một công việc duy nhất. Họ tuyên bố rằng họ sẽ hợp tác đầy đủ với các cơ quan có liên quan trong cuộc điều tra và sẽ giải quyết các mối quan tâm của công chúng.
Phạm Băng Băng sau đó được cho là đã mất tích do lần xuất hiện cuối cùng trước công chúng của cô ấy xảy ra vào ngày 1 tháng 7 năm 2018 và cô ấy không hoạt động trên mạng xã hội sau ngày 23 tháng 7. Có tin đồn rằng Băng đã bị bắt, nhưng không có xác nhận hoặc tuyên bố chính thức nào ngoại trừ việc vào tháng 8, quản lý của Băng Băng, Jersey Chong đã xác nhận qua mạng xã hội rằng Băng chưa bao giờ bị bắt. Phạm Băng Băng đã lên tiếng vào ngày 3 tháng 10 năm 2018 bằng cách xin lỗi công chúng vì tội trốn thuế sau khi chính quyền Trung Quốc yêu cầu cô và các công ty của cô phải trả khoảng 883 triệu nhân dân tệ (127,4 triệu đô la Mỹ) tiền thuế và tiền phạt để tránh bị truy tố hình sự.

### Những mối quan hệ
Năm 2001, Phạm Băng Băng hẹn hò với nam diễn viên Hàn Thanh sau khi đóng chung trong bộ phim truyền hình năm 2001 Floating in Chaos.
Từ năm 2004 đến năm 2007, Phạm Băng Băng hẹn hò với nam diễn viên Vương Học Binh sau khi đóng chung trong bộ phim truyền hình năm 2005 Tài Trí Bao Thanh Thiên. Phạm Băng Băng đã tạm dừng diễn xuất trong chín tháng vì anh ấy. Tuy nhiên, khi Phạm Băng Băng thừa nhận mối quan hệ này, họ đã ly thân được một năm. 
Vào ngày 29 tháng 5 năm 2015, trên mạng xã hội của Lý Thần, anh và Phạm Băng Băng đã thông báo rằng cả hai đang hẹn hò. Họ nảy sinh tình cảm sau khi đóng chung phim Võ Mỵ Nương truyền kỳ. Vào ngày 16 tháng 9 năm 2017, họ đã đính hôn sau khi Lý Thần cầu hôn Phạm Băng Băng tại bữa tiệc sinh nhật của cô. Tuy nhiên, cả hai tuyên bố chia tay vào ngày 27 tháng 6 năm 2019. Phạm Băng Băng giải thích vào năm 2020 rằng cô chia tay Lý Thần để bảo vệ anh khỏi hậu quả của vụ bê bối trốn thuế của cô, điều này đã ảnh hưởng đến sự nghiệp của Lý Thần và em trai cô là Phạm Thừa Thừa.
Năm 2022, Phạm Băng Băng bắt đầu mối quan hệ tình cảm với doanh nhân Quách Nham Phong, một cựu sĩ quan Quân đội Giải phóng Nhân dân Trung Quốc đã qua một đời vợ và có con riêng, lúc đó đang là đối tác kinh doanh trong thương hiệu Fan Beauty của cô. Hai người chia tay vào cuối năm 2023.

## Danh sách phim

### Điện ảnh
| Năm  | Tên phim                                 | Tên Tiếng Trung        | Vai diễn                 | Ghi chú                                     |
| ---- | ---------------------------------------- | ---------------------- | ------------------------ | ------------------------------------------- |
| 2001 | Reunion                                  | 手足情                 | Zhang Yanqing            |                                             |
|      | Thủ Túc Tình Nhất Kiến Chung Tình        |                        | Cửu Cửu                  |                                             |
| 2002 | Yêu Từ Cái Nhìn Đầu Tiên                 | 一见钟情               | Jiu Jiu                  |                                             |
| 2002 | Sư tử Hà Đông                            | 河东狮吼               | Bình An Quận Chúa        |                                             |
| 2003 | Dragon Laws I: The Undercover            | 卧底威龙               | Yu Feng                  |                                             |
| 2003 | Cell Phone                               | 手机                   | Wu Yue                   |                                             |
| 2004 | Thiên cơ biến II                         | 千机变2花都大战        | Red Vulture              |                                             |
| 2005 | Tình điên Đại Thánh                      | 情癫大圣               | Princess Xiaoshan        |                                             |
| 2006 | A Battle of Wits                         | 墨攻                   | Dật Duyệt                |                                             |
| 2007 | Trong lòng có quỷ                        | 心中有鬼               | Xu Manli                 |                                             |
| 2007 | Ái tình hô khiếu chuyển di               |                        | Trần Tiểu Vũ             |                                             |
| 2007 | Tiếng gọi tình yêu dịch chuyển           | 爱情呼叫转移           | Chen Xiaoyu              |                                             |
| 2007 | Người ký sinh                            | 寄生人                 | Cheung Yung              |                                             |
| 2007 | Lạc Lối Ở Bắc Kinh                       | 苹果                   | Liu Pingguo              |                                             |
| 2007 | Đảo hỏa tuyến                            | 导火线                 | Julie                    |                                             |
| 2007 | Hợp đồng tình nhân                       | 合约情人               | Liu Zao                  |                                             |
| 2007 | Crossed Lines                            | 命运呼叫转移之生之欢歌 | Ning Can/Xin Ran         |                                             |
| 2008 | Kung Fu Hip-Hop                          | 精舞门                 | Tina                     |                                             |
| 2008 | Đường Về Nhà                             | 回家的路               | Tian Cong                |                                             |
| 2008 | Đào Hoa Vận                              | 桃花运                 | Zhang Ying               | Khách mời                                   |
| 2009 | Tân Túc sự kiện                          | 新宿事件               | Lily                     |                                             |
| 2009 | Phi thường hoàn mỹ                       | 非常完美               | Joanna Wang Jingjing     |                                             |
| 2009 | Mạch điền                                | 麦田                   | Li                       |                                             |
| 2009 | Thập nguyệt vi thành                     | 十月围城               | Yueru                    |                                             |
| 2010 | Cảnh sát tương lai                       | 未来警察               | Meili / Milie            | Khách mời                                   |
| 2010 | Đông Phong Vũ                            | 东风雨                 | Huanyan                  |                                             |
| 2010 | Nhật Chiếu Trùng Khánh                   | 日照重庆               | Zhu Qing                 | Khách mời                                   |
| 2010 | Triệu Thị Cô Nhi                         | 赵氏孤儿               | Trang Cơ Công Chúa       |                                             |
| 2011 | Sách Mã                                  | 策马                   | Pamsy                    |                                             |
| 2011 | Thiếu Lâm Tự                             | 新少林寺               | Yan Xi                   |                                             |
| 2011 | Quan Âm Sơn                              | 观音山                 | Nan Feng                 |                                             |
| 2011 | Kiến Đảng Vĩ Nghiệp                      | 建党伟业               | Thái Hậu Long Dụ         |                                             |
| 2011 | Chặng Đường Tôi Đi                       | 登陆之日               | Từ Lai                   |                                             |
| 2012 | Nhị Thứ Bộc Quang                        | 二次曝光               | Tống Kỳ                  |                                             |
| 2012 | Lạc Lối Ở Thái Lan                       | 人再囧途之泰囧         | (Bản Thân)               | Khách mời                                   |
| 2013 | Iron Man 3                               | 钢铁侠3                | Wu Jiaqi                 | Cô chỉ xuất hiện trong phiên bản Trung Quốc |
| 2013 | Nhất dạ kinh hỉ                          | 一夜惊喜               | Mễ Tuyết                 |                                             |
| 2014 | X-Men: Days of Future Past               | X战警：逆转未来        | Clarice Ferguson / Blink |                                             |
| 2014 | Bạch phát ma nữ                          | 白发魔女传之明月天国   | Luyện Nghê Thường        |                                             |
| 2015 | Vạn vật sinh trưởng                      | 万物生长               | Liễu Thanh               |                                             |
| 2015 | Vương triều đích nữ nhân - Dương Quý Phi | 杨贵妃                 | Dương Quý Phi            |                                             |
| 2015 | Snoopy                                   | 花生漫画大电影：史努比 | Sally Brown              | Lồng tiếng cho nhân vật Mandarin            |
| 2016 | Tẩu Thoát Ngoạn Mục                      | 绝地逃亡               | Bai                      |                                             |
| 2016 | Phong Thần Bảng                          | 封神榜                 | Đắc Kỷ                   |                                             |
| 2016 | I Am Not Madame Bovary                   | 我不是潘金莲           | Lý Tuyết Liên            |                                             |
| 2016 | Tước Tích (1)                            | 爵迹                   | Quỷ Sơn Liên Tuyền       |                                             |
| 2016 | The Bombing                              | 大轰炸                 | Ye Peixuan               |                                             |
| 2017 | Họa khuông nữ nhân (Cô Gái Trong Tranh)  | 画框女人               | Kế Hoàng hậu             | Sản xuất hậu cần                            |
| 2022 | Cell Phone 2                             | 手机 2                 | Vũ Nguyệt                |                                             |
| 2022 | The 355                                  | The 355                | Lin Mi Sheng             | Nữ chính                                    |
|      | Insider                                  | Kẻ nội gián            |                          | Khách mời                                   |
| TBA  | The Moon and The Sun                     | 日月人鱼               | Mermaid                  | Sản xuất hậu cần                            |
| TBA  | The Perfect Blue                         | 她杀                   |                          |                                             |
| 2023 | Lục Dạ                                   | Green Night            | Kim Hạ                   | Nữ chính                                    |
| 2025 | Ice road 2: Road to the sky              | Con đường băng (2)     | Dhani                    | Nữ chính                                    |
|      | Mother Bhumi                             | Địa Mẫu                | Hong Im                  | Nữ chính                                    |

### Truyền hình
| Năm  | Tên phim                               | Tên Tiếng Trung            | Vai diễn                              | Ghi chú                              |  |
| ---- | -------------------------------------- | -------------------------- | ------------------------------------- | ------------------------------------ |  |
| 1996 | Nữ Cường Nhân                          | 女强人                     | Hôn thê của Triệu Băng                |                                      |  |
| 1997 | The Scary Folktales - Black Moth       | 乡野传奇之大黑蛾           | Huniu                                 |                                      |  |
| 1998 | Mã Vĩnh Trinh                          | 马永贞                     | Bai Xiaodie; Ma Suzhen                |                                      |  |
| 1998 | Hoàn Châu Cách Cách                    | 还珠格格                   | Kim Tỏa                               |                                      |  |
| 1998 | The Act of the Youngs                  | 青春出动                   | Huang Xiaoduo                         |                                      |  |
| 1999 | Đạt Ma Sư Tổ                           | 达摩祖师                   | A'si                                  |                                      |  |
| 1999 | Hoàn Châu Cách Cách II                 | 还珠格格2                  | Kim Tỏa                               |                                      |  |
| 1999 | Tiểu Lý Phi Đao                        | 小李飞刀                   | Hạnh Nhi                              |                                      |  |
| 2001 | The Book of Love                       | 爱情宝典之救风尘           | Song Yinzhang                         |                                      |  |
| 2001 | Storm in Zhongguan Village             | 中关村风暴                 | Su Xue'er                             |                                      |  |
| 2001 | The Story of the Past                  | 风雨步高苑                 | Lin Siyuan                            |                                      |  |
| 2001 | Floating in Chaos                      | 乱世飘萍                   | Fenghuang Nü; Run Ge'er; Run Tianhong |                                      |  |
| 2001 | Táo Quân                               | 人间灶王                   | Princess Hongyan                      |                                      |  |
| 2002 | Thời Niên Thiếu Của Bao Thanh Thiên II | 少年包青天2                | Tiểu Tinh Đình                        |                                      |  |
| 2002 | Homeward Bound                         | 情缘的天空                 | Mã Gia Huy                            |                                      |  |
| 2002 | Giang Sơn Vi Trọng                     | 江山为重                   | Lã Tứ Nương                           | Khách mời                            |  |
| 2002 | Sweetheart of the Palace               | 皇宫宝贝                   | Thượng Quan Tuyết Như                 | Khách mời                            |  |
| 2003 | Đặc Cảnh Phi Long                      | 特警飞龙                   | Vu Phong                              |                                      |  |
| 2003 | Danh Bộ Trấn Quan Đông                 | 名捕镇关东                 | Công chúa Ninh An                     |                                      |  |
| 2003 | Tụ Bảo Bồn                             | 聚宝盆                     | Triệu Tuyết Nhi                       | Khách mời                            |  |
| 2004 | Bình tung hiệp ảnh                     | 萍踪侠影                   | Vân Lôi                               |                                      |  |
| 2004 | Chàng Trư Si Tình                      | 福星高照猪八戒之老鼠爱上猪 | Cẩm Mao Thử                           |                                      |  |
| 2004 | Anh Túc Đỏ                             | 尘埃落定                   | Tháp Nạp                              |                                      |  |
| 2004 | Công Chúa An Na                        | 婀娜公主                   | Công chúa An Na                       |                                      |  |
| 2004 | Phòng Nữ Tù Số 4                       | 四号女监                   | Trần Vũ                               |                                      |  |
| 2005 | Tài Trí Bao Thanh Thiên                | 凌云壮志包青天             | Gia Luật Ngạo Tuyết                   |                                      |  |
| 2005 | Mục Quế Anh                            | 巾帼英雄穆桂英             | Vương Lập Quân                        | Khách mời                            |  |
| 2005 | Tiểu Ngư Nhi và Hoa Vô Khuyết          | 小鱼儿与花无缺             | Thiết Tâm Lan                         |                                      |  |
| 2006 | Bát Đại Hào Hiệp                       | 八大豪侠                   | Sở Tương Tương                        | Khách mời                            |  |
| 2006 | Phong thần bảng: Phượng minh Kỳ sơn    | 封神榜之凤鸣岐山           | Đát Kỷ                                |                                      |  |
| 2006 | Library                                | 天一生水                   | Phạm Vân Liên                         |                                      |  |
| 2006 | Ranh giới tình yêu                     | 美丽新天地                 | Trịnh Lâm                             |                                      |  |
| 2006 | Vụ nổ lớn                              | 大爆炸                     | La Hiểu                               |                                      |  |
| 2006 | Tần Thủy Hoàng                         | 秦始皇                     | Công chúa A Nhược                     |                                      |  |
| 2007 | Đại Đường Phù Dung Viên                | 大唐芙蓉园                 | Dương Quý Phi                         |                                      |  |
| 2007 | Loạn Thế Giai Nhân                     | 庚子风云                   | Kim Noãn Noãn                         | Khách mời                            |  |
| 2008 | Rouge Snow                             | 胭脂雪                     | Ôn Ngọc Hà                            | Kiêm biên kịch và ca sĩ nhạc phim    |  |
| 2008 | Thiên thần sẽ ở bên em                 | 会有天使替我爱你           | Phạm Văn Tinh                         | Khách mời                            |  |
| 2009 | Human Love                             | 人间情缘                   | Can Lỗ                                | Khách mời                            |  |
| 2009 | Kim Đại Ban                            | 金大班的最后一夜           | Kim Đại Ban                           | Kiêm nhà sản xuất và ca sĩ nhạc phim |  |
| 2014 | Võ Mỵ Nương truyền kỳ                  | 武媚娘传奇                 | Võ Mỵ Nương                           | Kiêm nhà sản xuất                    |  |
| 2017 | Win the World                          | 赢天下                     | Ba Thanh                              |                                      |  |
| 2025 | Mother Bhumi                           | 地母                       | Hong Im                               | Nữ chính                             |  |

## Câu nói nổi tiếng
| Lời khuyên | Phát ngôn |
| --- | --- |
| Tôi hi vọng phụ nữ trên thế gian này sẽ ngừng hỏi tại sao quần áo lại đắt như thế, hãy hỏi tại sao bản thân bạn không mua được chúng. Giá cả được quyết định bởi thị trường, không mua được là vấn đề của bản thân bạn. Khi bạn nghĩ bản thân mình rẻ mạt, bạn sẽ thấy tất cả mọi thứ trên đời đều đắt đỏ. Nhưng khi bạn thấy được bản thân mình mới là thứ quý giá nhất, thì lẽ nào còn thứ gì bạn không thể có được? | Chỉ có ai có vấn đề thần kinh mới nghĩ tôi yêu người bình thường |
| Con người khi đối mặt với khó khăn hay bất lợi điều quan trọng nhất là ý chí. Bạn phải không ngừng nói với chính mình rằng mình giỏi nhất, bạn phải tôi luyện, bạn phải học hỏi. Có thể người khác chỉ cần vất vả một phần nhưng bạn phải vất vả mười phần, mặc dù đây là đạo lý cũ rích rồi nhưng lại là thực tế cuộc sống. | Người ta nói vết thương nào chẳng đau, may thay tôi chịu xước xát đủ rồi nên cũng rèn luyện cho mình chút bản lĩnh để trở nên mạnh mẽ hơn. Nhẫn nại trước những lời xúc phạm nhiều bao nhiêu, tôi càng xứng đáng nhận được lời khen ngợi bấy nhiêu. Nghề diễn là mơ ước của tôi, tôi tự hào về công việc của mình và luôn nỗ lực hết mình vì nó.       |
| Con người khi đối mặt với khó khăn hay bất lợi điều quan trọng nhất là ý chí. Bạn phải không ngừng nói với chính mình rằng mình giỏi nhất, bạn phải tôi luyện, bạn phải học hỏi. Có thể người khác chỉ cần vất vả một phần nhưng bạn phải vất vả mười phần, mặc dù đây là đạo lý cũ rích rồi nhưng lại là thực tế cuộc sống. | Rất nhiều người nói tôi giống như một "nữ thần". Tôi chỉ muốn nói rằng tôi là một người phụ nữ và tôi thích làm đẹp. |
| Một ngày nào đó sẽ có một người xem hết những status của bạn, đọc hết những gì bạn đã viết, nhìn hết những bức ảnh từ nhỏ đến lớn của bạn. Thậm chí người đó còn đi đến những nơi khác để tìm kiếm những thứ liên quan đến bạn. Thử nghe những bài bát bạn đã nghe, đi đến những nơi bạn đã qua, đọc những cuốn sách bạn đã đọc, thử những món ăn mà bạn đã khen ngon... Bởi vì người ấy muốn bù đắp khoảng thời gian thanh xuân mà họ đã lỡ mất của bạn. | Đừng cúi đầu, vương miện sẽ rơi xuống. Đừng khóc! Những kẻ xấu sẽ cười! |
| Hãy tin vào những gì bạn tận mắt nhìn thấy, sống cuộc sống của chính bạn chứ không phải vì người nào khác và bỏ qua những kẻ đang cố gắng kéo bạn xuống. | Tôi không cần lấy đại gia, bởi vì bản thân tôi đã là đại gia của chính mình |
| Để có được vị trí hiện nay, tôi đã cố gắng và trải qua rất nhiều. Nhiều nghi kỵ, ghen ghét, đó là điều bình thường. Nếu bạn không thể chịu được áp lực từ tin đồn, bạn đừng làm nghệ sĩ. Nghề này không phù hợp với những người dễ bị tổn thương. | Những người không bằng tôi thì mới soi mói, chỉ trích tôi. Còn những người hơn tôi, họ đã không thèm chú ý đến tôi lâu rồi! |
| Một số cô gái thường thích đem dung mạo của mình giao phó cho người bạn đời quyết định, đối với việc này thật sự tôi không còn gì để nói. Thật ra có rất nhiều đàn ông ích kỷ, họ thường lo sợ rằng vợ mình nếu trở nên xinh đẹp hơn sẽ bất lợi hơn cho mình, vì vậy thường nói rằng: "Anh thích vẻ đẹp tự nhiên của em", nhưng nếu bạn vốn không phải là xinh đẹp, vậy tại sao lại không khiến mình "xinh đẹp như tự nhiên". Những người đàn ông nói như vậy thường có 2 dạng, thứ nhất họ là người rất có năng lực, diện mạo cũng rất sáng sủa, vì vậy bạn xinh hay không xinh không quan trọng. Thứ hai là dạng đàn ông không có nhiều năng lực và khá hẹp hòi. Tóm lại, tất cả mọi thứ thay đổi đều nên dựa vào chính mình.... | Tôi không bao giờ tùy tiện rơi nước mắt. Đối với tôi nước mắt cũng là thứ có thể kiếm ra tiền. Vì vậy không thể lãng phí |
| Chẳng ai chịu trách nhiệm thay tôi được cả, tại sao tôi lại phải quan tâm đến ý kiến người khác. Tôi chưa bao giờ sống vì người khác. Hãy sống trước hết vì bản thân đã | Dù trong cuộc sống hay công việc, tôi có những yêu cầu nhất định của mình và không phải là người chạy theo đám đông. |
| Người sống một đời sẽ chết hai lần. Một lần là biến mất khỏi cõi đời này, một lần là chia tay anh. | Tôi vẫn là bình hoa, nhưng là bình hoa được giải Ảnh hậu |
| Bọn họ nói sai về tôi, tôi cũng nói sai về họ vì bạn biết bọn họ không có ác ý. Đừng tin là thật, chỉ là nói vui thôi mà. | Nếu bạn không mù thì đừng quen tôi qua miệng của người khác. |
| Mọi người thường cảm thấy những diễn viên xinh đẹp thì không có năng lực diễn xuất, thực ra vì câu nói đó mà tôi quyết tâm bám trụ với công việc này. Tôi muốn chứng minh cho bạn thấy những thứ bạn nói là sai lầm và tôi đã chứng minh được rồi. Rồi có người lại nói, tôi không có bộ phim mang tên tuổi của mình, thực ra tôi thấy bạn đang giả vờ ngủ và không thể tỉnh nổi mà thôi. | Tôi không thích đàn ông cuồng vọng tự đại nhưng thực tế chỉ cố che đậy sự thiếu tự tin của mình. Vì thế, tôi đến giờ vẫn thích người đàn ông có thể khoa trương nhưng phải bình tĩnh, có trí thông minh, bờ vai vững chắc làm chỗ dựa cho tôi.Tối thiểu khi chuyện lớn xảy ra, người đó ắt hẳn phải chèo lái tốt, là người đàn ông đỉnh thiên lập địa. |
| | Tôi là người thẳng thắn và tôi sẽ luôn duy trì tính cách đó. Tôi không muốn vờ tỏ ra nhã nhặn mà chỉ sống đúng với con người thật của mình. |
| Người ta nói đàn ông mạnh mẽ và bản lĩnh, nhưng tôi cho rằng đó chỉ là lời nhận xét chủ quan. Tôi tự thấy mình bản lĩnh hơn đàn ông rất nhiều. Tôi thông minh, có thể tự lo cho bản thân, biết cách sống tự lập và biết cách để người khác phải tôn trọng. Không phải người đàn ông nào cũng làm được như vậy. | |
| Lúc đầu, tôi cảm tưởng cứ như có mũi tên đâm vào tim mình. Mà không chỉ một, có đến hàng vạn mũi tên đâm vào tôi. Nhưng đó là chuyện quá khứ, giờ đây, nghe chửi, nghe vu khống nhiều, tôi thành quen vì tôi bản lĩnh nhiều hơn. Người ta thích hay không thích tôi, chỉ trích tôi hay không, khen tôi thế nào, tôi đều bình thường. Với tôi, đó không phải điều quan trọng. Quan trọng là tôi có thích hay không, tôi có như người ta nói hay không. | |
| Nhiều người đều biết việc Phạm Băng Băng vốn là người độc đoán. Đúng vậy, Phạm tôi là người độc đoán, kiêu ngạo. Nhưng bạn nên biết rằng, chảng ai sinh ra đã là người như thế. Con người ta luôn có cả mặt tốt và xấu. Chả ai trên đời này lại hoàn hảo cả. | |
| Tôi biết nhiều người gắn tôi với biệt danh băng giá. Nhưng thực tế thì phần lớn thời gian, tôi luôn kiểm soát rất tốt cảm xúc của mình. Tôi không nổi giận vô cớ. Như bạn biết đấy, mọi thứ không phải là lúc nào cũng hoàn hảo. Tôi biết điều đó và rất lạc quan trước mọi chuyện. Tôi không hay hối tiếc mà thường chấp nhận và đối mặt với mọi thứ. | |